# 照磨
照磨，即“照刷磨勘”的简称，是中国古代的一种官职。
元朝建立后，在中书省下设立照磨一员，正八品，掌管磨勘和审计工作，另肃政廉访司中负责监察的官员也称照磨，“纠弹百官非违，刷磨诸司文案”（《元典章》）。
在此之外，元朝政府在其他机关，上自六部、宣政院、宣徽院等，下至地方行中书省、诸路总管府等均设有照磨一官，负责对本部门的收支进行审计。
明朝在各地继续强化照磨制度，在各省布政使司中，均设照磨1人，从八品；按察使司中，设照磨1人，正九品；各府亦设照磨1人，从九品。
清朝沿用明制，继续设立照磨官，品级亦从之。